# Solarussa
Solarussa là một đô thị ở tỉnh Oristano trong vùng Sardinia, có khoảng cách khoảng 90 km về phía tây bắc của Cagliari và cách khoảng 10 km về phía đông bắc của Oristano. Tại thời điểm ngày 31 tháng 12 năm 2004, đô thị này có dân số 2.496 người và diện tích là 31,9 km².
Solarussa giáp các đô thị: Bauladu, Oristano, Paulilatino, Siamaggiore, Simaxis, Tramatza, Zerfaliu.